# Inheemse bevolking

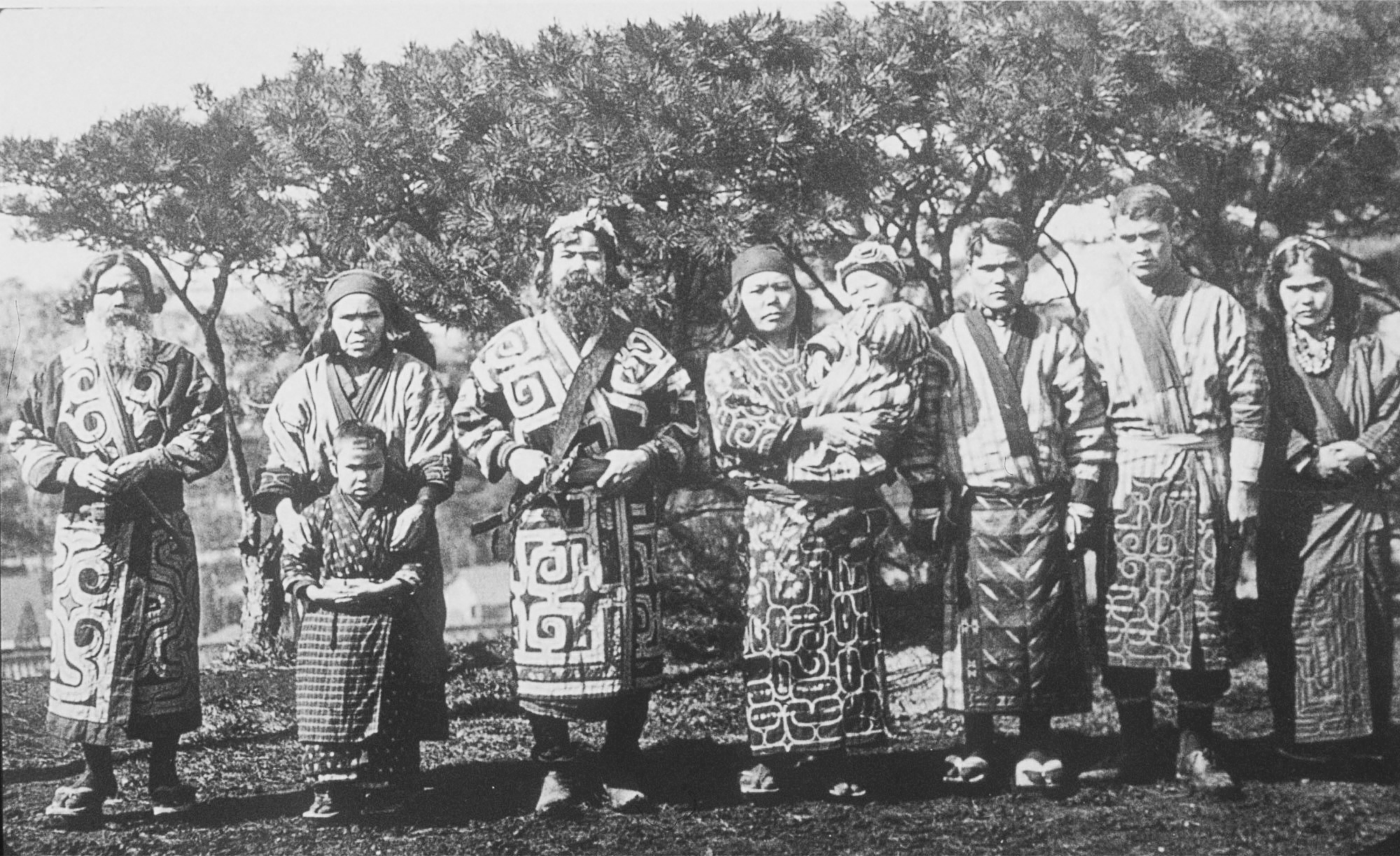
De Ainu behoren tot de inheemse bevolking van Japan

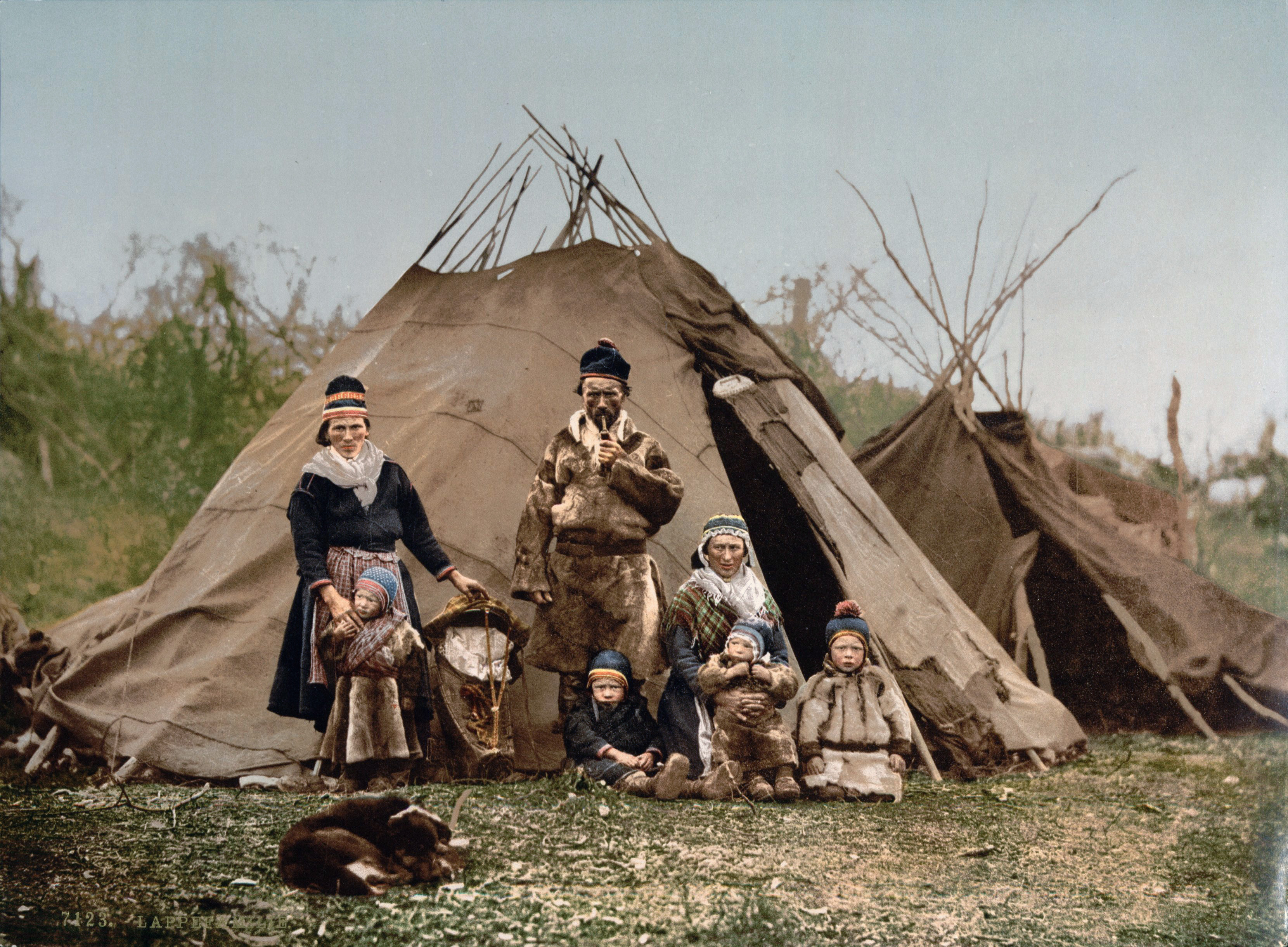
Een Samen-familie in Noorwegen voor een Lavvu in of rond 1896

Een inheemse bevolking is de groep mensen die behoort tot de oorspronkelijke inwoners van een bepaald gebied en hun afstammelingen, voornamelijk in gebieden waar er door settler colonialism een dominante (meerderheids)groep van kolonisten is ontstaan. De term is vaak gebruikt als synoniem voor inboorlingen, inlanders of aborigines.

## Institutionalisering
De term inheems en andere aanduidingen die naar oorspronkelijkheid verwijzen, zijn in een aantal politieke constellaties geïnstitutionaliseerd, waardoor de betekenis veelal veranderde. In Canada bestaat de aanduiding First Nations (Eerste naties), maar deze omvat niet de Inuit en de Métis. In Suriname heeft een aantal etnische groepen de collectieve aanduiding Inheemsen gekozen als eigennaam, met een hoofdletter.

## Definitie
Er bestaat geen overeenstemming over de definitie van inheems, of zelfs over de vraag of het überhaupt een zinvol begrip is. Enkele organisaties, waaronder de Verenigde Naties, de Wereldbank en de Internationale Arbeidsorganisatie hebben gepoogd officiële definities op te stellen. 
De meeste definities van inheemse volkeren gaan uit van een lange culturele continuïteit van inheemse volkeren in het gebied dat zij bewonen; de tradities, gebruiken, taal etc. gaan aanwijsbaar lange tijd terug en zijn al die tijd herkenbaar als het volk in kwestie eigen. Inheemse volkeren waren al woonachtig in hun leefgebied in de tijd dat het gekoloniseerd werd door een vreemde mogendheid of dat omliggende of dominante groepen een natiestaat vormden. Verder is van belang dat inheemse volkeren een identificeerbare cultuur hebben; dat zij op een of andere manier te onderscheiden zijn van hun buurvolkeren. Daar dergelijke definities onherroepelijk vaag zijn, wordt er vaak aan toegevoegd dat inheemse volkeren door zichzelf of door de buitenwereld als inheems worden gezien.
Opgemerkt dient te worden dat inheemse volkeren zich eerder onderscheiden door hun verhouding tot andere volkeren, hun sociaal-economische en politieke situatie en door hun geschiedenis dan door kenmerken die de volkeren zelf eigen zijn. Verschillende inheemse volkeren hebben dus vaak geen onderlinge culturele of genetische verwantschap, maar ontlenen hun inheems zijn meestal aan het feit dat buitenstaanders hen politiek hebben onderworpen of in een bepaalde positie hebben gedwongen.
De Werkgroep van de Verenigde Naties voor Inheemse Volkeren kwam in 1972 met de volgende definitie:
Inheemse volkeren bestaan uit de nakomelingen van de volkeren die het huidige territorium van een land volledig of gedeeltelijk bewoonden in de tijd dat personen van een andere cultuur of etnische oorsprong daar arriveerden, hen overwonnen door verovering, bevolking of op een andere manier, hen tot een niet-dominante of koloniale positie brachten; die tegenwoordig meer in overeenstemming met hun eigen sociale, economische en culturele gebruiken en tradities leven dan met de instituties van het land waar ze nu deel van uitmaken, in een staatsstructuur waarin overwegend nationale, sociale en culturele eigenschappen van andere bevolkingssegmenten domineren.

## Inheemse volkeren wereldwijd

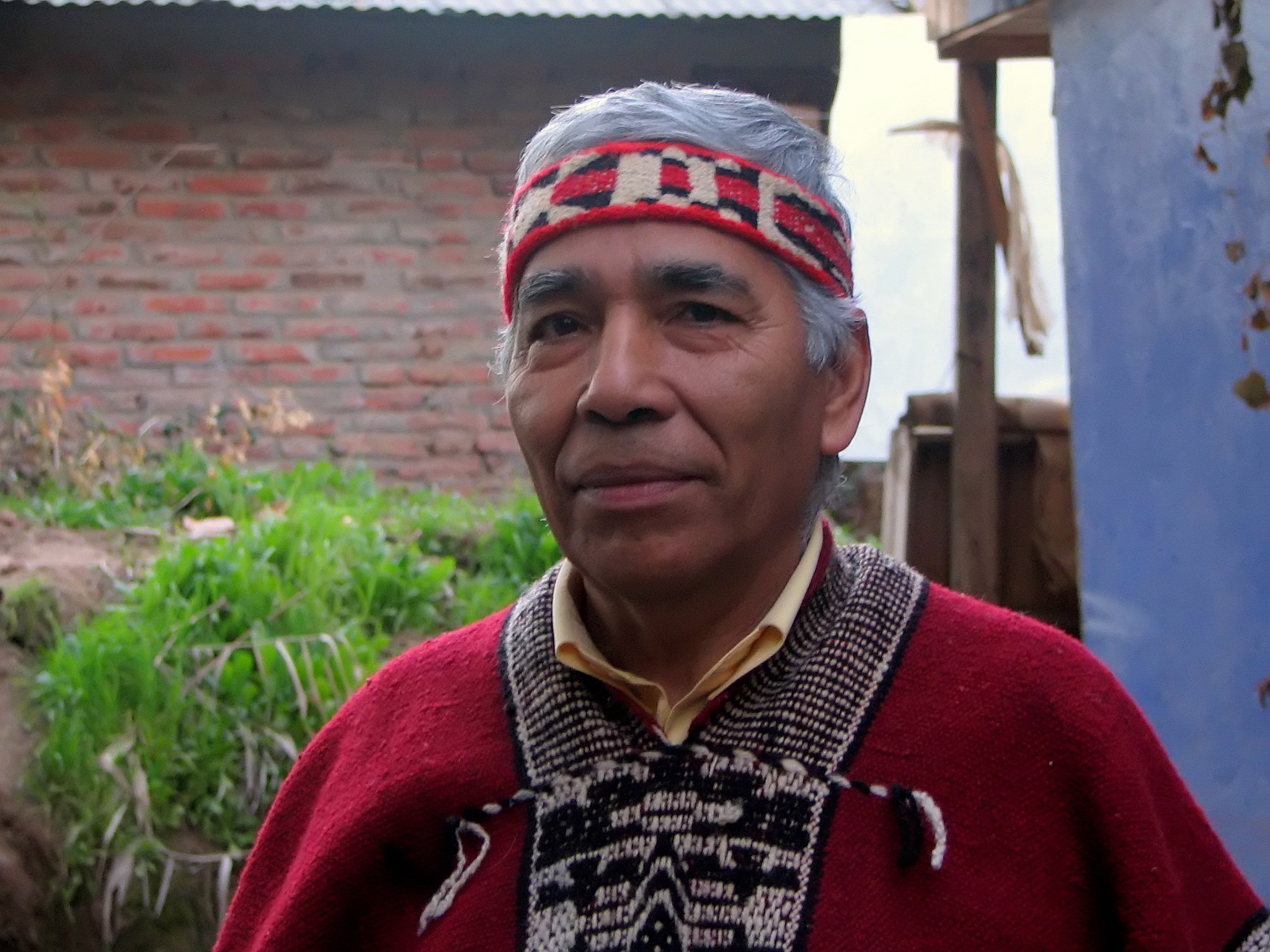
Een Mapuche-indiaan uit Argentinië en Chili

### Amerika
De inheemse volkeren van Amerika zijn vergeleken met de andere continenten het makkelijkst te identificeren. Zij zijn de afstammelingen van de volkeren die het continent bewoonden toen het in 1492 door Christoffel Columbus werd bezocht, de indianen en Inuit. Mestiezen, mensen met zowel indiaanse als Europese voorouders, worden in de regel niet tot de inheemse bevolking gerekend. Meer dan op de andere continenten heeft zich onder de inheemse bevolking van Amerika een inheems bewustzijn gevormd (zie ook indigenisme) en steeds meer indiaanse volkeren zijn zich sociaal-economisch en politiek gaan emanciperen.

### Azië
De inheemse volkeren van Azië zijn het talrijkst met zo'n 70%. De Adivasi of 'Stamvolkeren' van India nemen 8% van de Indiase bevolking in. De Taiwanese Aboriginals vormen een interessante bevolkingsgroep voor de historische taalkunde daar zij waarschijnlijk de oorsprong van de Austronesische talen zijn. Ook Siberië herbergt een groot aantal inheemse bevolkingsgroepen. Andere inheemse volkeren zijn de Bakhtiari, Laks, Lors en Qashqai in Iran, de Assyriërs in Irak, Arameeërs in Syrië, de Ainu in Japan, de Degars in Vietnam en de Tibetanen in de Volksrepubliek China.

### Europa
De inheemse bevolking van Europa is vrij beperkt. Nationale minderheden als Catalanen, Friezen of Bretons worden niet altijd tot de inheemse volkeren gerekend omdat hun leefwijze niet substantieel verschilt van die van de dominante volkeren in Europa, hoewel ze wel aan een aantal criteria voldoen en ook een eigen taal hebben. De meeste inheemse volkeren in Europa bevinden zich in het uiterste noorden en oosten; zoals de Saami in Scandinavië, de Krimtataren in Oekraïne en de Nenetsen in Rusland. Ook de Basken worden soms als inheemse bevolkingsgroep gezien.

### Afrika
De inheemse bevolking van Afrika is bijzonder lastig te definiëren. Vrijwel de gehele bevolking van het continent stamt af van de oorspronkelijke bewoners (hoewel de natuurvolkeren zelfs in Sub-Saharaans Afrika haast weggevaagd werden door hun leefgebieden invallende volkeren, zoals de Bantoe) en het is in Afrika dan ook nog meer dan op de andere continenten de levensstijl die de inheemse bevolking van andere Afrikanen onderscheidt. Volkeren die door de Europese kolonisatoren werden bevoordeeld, zoals de Bakongo, de Fon en de Baganda worden in de regel in ieder geval niet tot de inheemse bevolking gerekend. Veel genoemde inheemse volkeren in Afrika zijn onder andere de Khoisan, de Berbers, Niloten (zoals de Nuer) en de Pygmeeën.

### Oceanië
De inheemse bevolking van Australië en Nieuw-Zeeland is dan weer eenvoudig te definiëren, namelijk respectievelijk de Aboriginals, de Maori's en de Papoea's.
Inheemse volkeren in de rest van Oceanië zijn onder andere Alfoeren, Straat Torres-eilanders, Chamorro's en Hawaiianen.